# Kazuchika Okada
Kazuchika Okada (冈田和睦, Okada Kazuchika) (né le 8 novembre 1987 à Anjō) est un catcheur (lutteur professionnel) japonais. Il travaille actuellement à la All Elite Wrestling, sous le même nom, où il est l'actuel champion Unifié (unification des championnat Continental et championnat International).
Formé par Último Dragón et faisant ses débuts en août 2004, Okada a passé ses premières années en tant que lutteur professionnel au Mexique à la Toryumon Mexico, la fédération de Ultimo Dragon, où il y remporte la Young Dragons Cup en 2005 avant de revenir au Japon et de faire de la NJPW la promotion de son domicile mi-2007. Travaillant à l'origine comme un poids lourds-légers, Kazuchika Okada est passé dans la division des poids lourds en avril 2008, avec un succès limité. En février 2010, la NJPW l'a envoyé faire une excursion d’apprentissage à la Total Nonstop Action Wrestling, où il a fini par passer les vingt prochains mois, principalement dans le programme télévisé secondaire de la promotion, Xplosion. De janvier à mars 2011, évoluant maintenant sous le nom de Okato, il a participé à sa première émission télévisée de la TNA, Impact!, en tant que compagnon de Samoa Joe dans sa rivalité avec D'Angelo Dinero.
La tournée d'Okada avec la TNA a pris fin en octobre 2011 puis il est retourné à la NJPW en janvier 2012 avec une nouvelle gimmick heel, celle du "Rainmaker" (レンンメーーーReinmākā). Un mois plus tard, il bat Hiroshi Tanahashi pour remporter le titre le plus prestigieux de la NJPW, le IWGP Heavyweight Championship, qu’il conserva pendant quatre mois avant de le perdre à nouveau contre Tanahashi. En août suivant, Kazuchika Okada a remporté son premier tournoi à la NJPW, le G1 Climax. À la fin de l’année, le magazine Tokyo Sports l'a désigné comme catcheur de l'année de la lutte professionnelle japonaise en 2012. L'année suivante, il remporta pour la première fois la New Japan Cup en mars puis le championnat des poids lourds IWGP de Tanahashi en avril. Après treize mois de règne, il perd son titre en mai 2014 contre AJ Styles. Trois mois plus tard, il remporte son deuxième G1 Climax. Il a également fait le main event de Wrestle Kingdom in Tokyo Dome (le plus grand show annuel de la  NJPW) à neuf reprises en 2013, 2015, 2016, 2017, 2018, 2020 et en 2022 sur les deux jours (le 4 et le 5 janvier en 2020 et 2022).
En 2017, il est devenu le premier lutteur japonais à être classé no 1 au classement du magazine Pro Wrestling Illustrated, le PWI 500. Il est depuis considéré comme l'un des meilleurs lutteurs professionnels du monde. Ses matchs contre Kenny Omega à Wrestle Kingdom 11, Dominion 6.11 et Dominion 6.9 (tous pour le Championnat des poids lourds IWGP), ainsi que la demi-finale du Climax G1 2017 ont remporté un score respectif de 6, 6¼, 6 et 7 étoiles de Dave Meltzer du Wrestling Observer Newsletter. Le match de 7 étoiles est actuellement le plus haut classement attribué par Meltzer. Au total Kazuchika Okada a remporté le G1 Climax en 2012, 2014 et 2021 ainsi que de la New Japan Cup en 2013 et 2019.

## Biographie
Enfant, il a vécu et fréquenté une école primaire à Anjō. Cependant, avant de terminer ses études primaires, Okada a été séduit par la nature de la ville natale de sa mère, dans les Îles Gotō, dans la Préfecture de Nagasaki et a choisi de terminer le reste de ses études primaires dans un internat spécialisé. Après avoir obtenu son diplôme, il est retourné à Anjō.
Au collège, Okada a rejoint l'équipe de baseball et de piste de l'école. Bien qu’il ne se soit pas démarqué en tant que joueur de baseball, Okada a réussi à remporter la première place dans une compétition régionale au 100 mètres. Sa réputation de sprinteur lui valut d'être repéré par les recruteurs du lycée. Il a été exposé à la lutte professionnelle pour la première fois lorsqu'un de ses frères aînés a emprunté un jeu vidéo New Japan Pro Wrestling (NJPW) à son ami.
En mars 2019, il annonce sur son compte Twitter son mariage avec la comédienne et chanteuse japonaise Suzuko Mimori.

## Carrière de catcheur

### Entrainement et passage au Mexique (2004-2007)
Okada s'entraine au dojo de la New Japan Pro Wrestling auprès notamment de Yūji Nagata et de Ultimo Dragon. Il part avec Ultimo Dragon au Mexique où il lutte principalement à la Toryumon Mexico, la fédération de son mentor. Il y remporte le tournoi Young Dragons Cup le 10 décembre 2005 en éliminant Toshiya Matsuzaki puis Fujita Hayato en demi-finale et enfin Hajime Ohara en finale.

### New Japan Pro Wrestling (2007-2010)
Okada retourne au Japon en 2007 à la New Japan Pro Wrestling et poursuit son apprentissage au dojo de la New Japan. Il lutte dans la catégorie des poids lourd légers et se blesse en août après un combat face à Tetsuya Naitō.
Il est assez peu mis en valeur et lutte dans cette fédération jusqu'en 2010 où il part à la Total Nonstop Action Wrestling.

### Total Nonstop Action Wrestling (2010-2011)
Okada fait ses débuts à la Total Nonstop Action Wrestling (TNA) le 16 février 2010 aux enregistrements d’iMPACT!  en perdant contre Alex Shelley dans un dark match. Le 9 mars aux enregistrements d’iMPACT! Okada est battu par Jay Lethal dans un autre dark match. Le 20 mars, il fait ses débuts à la Jersey All Pro Wrestling (en partenariat avec la TNA) à Wild Card VI, en perdant contre Samoa Joe. La série de dark match et de défaite continue pour Oakada, battu par Christopher Daniels le 23 mars. Il participe à son premier match télévisé à la TNA le 6 avril, en perdant avec Homicide contre Generation Me (Jeremy et Max Buck) dans un match par équipe à Xplosion. Cette semaine là Okada participe à tous les live events de la TNA à travers les États-Unis. Le 4 mai à Xplosion, lui et Homicide perdent contre Ink Inc. (Jesse Neal et Shannon Moore) dans un autre match par équipe. Le 17 mai à Xplosion, Okada perd face au X Division Champion Douglas Williams dans un non-title match. Le 15 juillet, il apparaît pour la première fois à iMPACT! en courant vers le ring pour arrêter d'anciens lutteurs de la ECW voulant prendre le contrôle du show (kayfabe). Aux enregistrements du 9 août, Okada connaît sa première victoire à la TNA, en battant Kid Kash dans un dark match.

### Retour à la NJPW (2012-2024)

#### Rivalité avec Hiroshi Tanahashi (2012-2016)

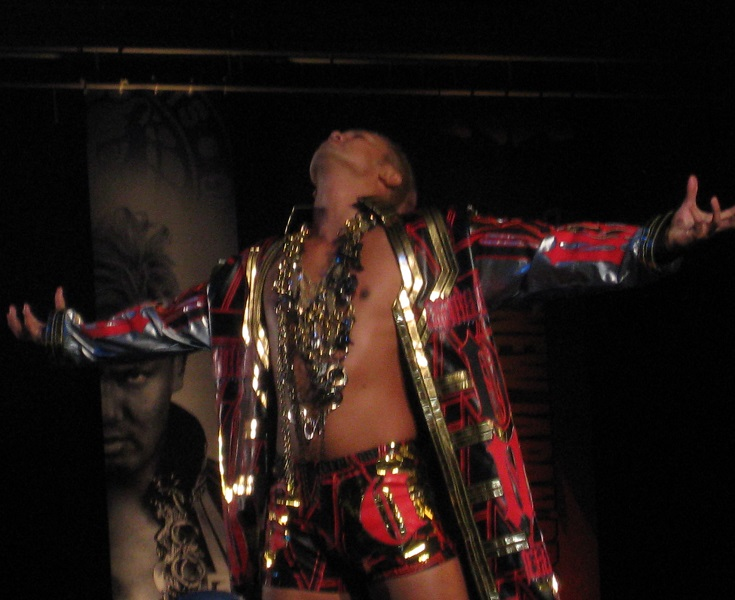
Kazuchika Okada effectuant la pose du Rainmaker en février 2012.

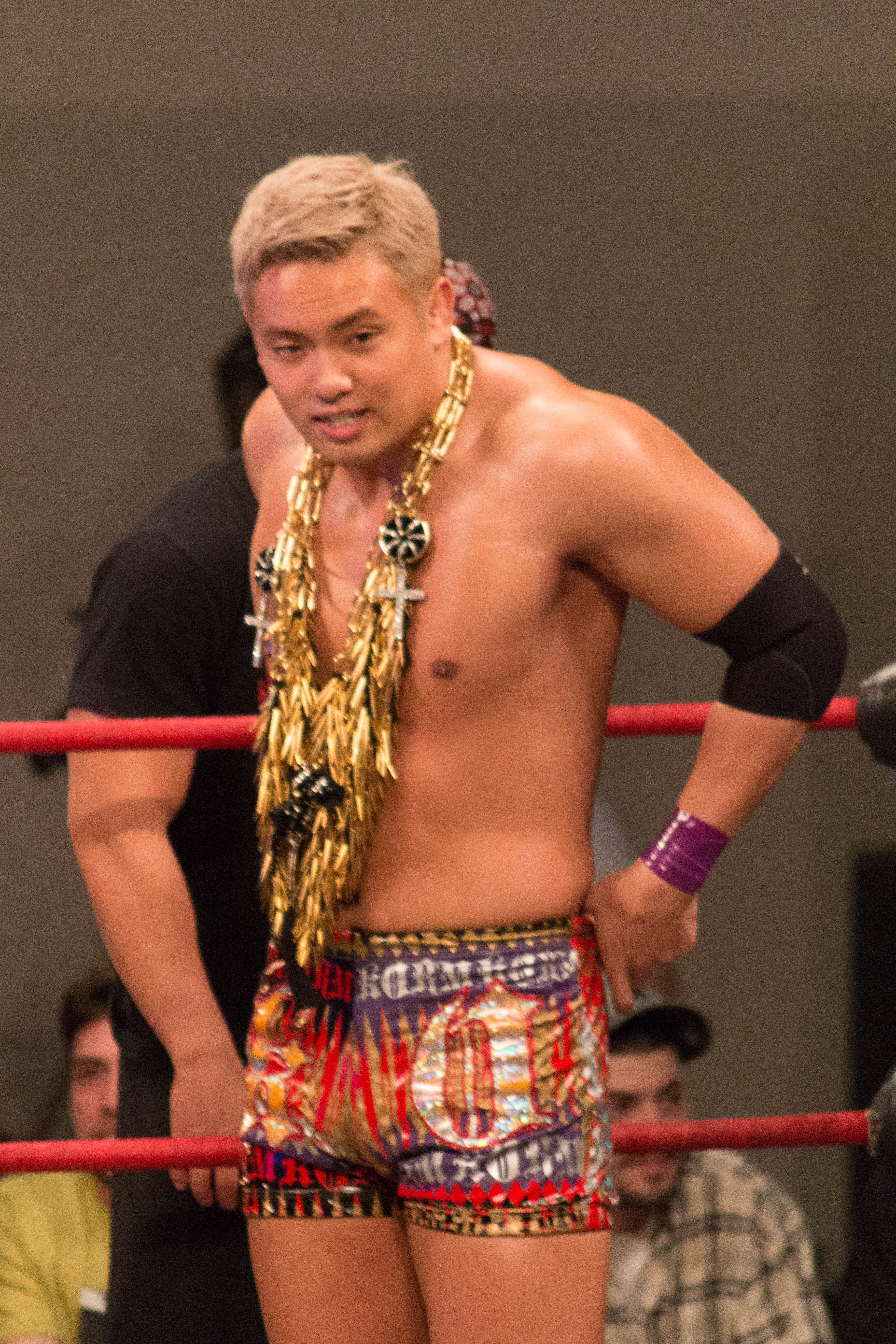
Kazuchika Okada en 2014.

Il effectue son retour sur les rings de la NJPW lors de Wrestle Kingdom VI, où il bat Yoshi-Hashi en cinq minutes et lance un défi à Hiroshi Tanahashi pour le IWGP Heavyweight Championship à la fin du show. Lors de la conférence de presse du lendemain, il annonce avoir rejoint  le clan Chaos et qu'il recrute Gedo comme manager et porte-parole. Adoptant le nouveau personnage odieux de "Rainmaker", Kazuchika Okada modifia l'écriture japonaise de son nom de bague de "岡田かずちか" à "オカダ・カズチカ",,. Il décrit son nouveau personnage comme une combinaison des trois styles de lutte professionnelle qu'il avait appris, affirmant qu'il avait pris son dropkick du Mexique, son "esprit de combat" du Japon et la "télévision et le divertissement" des États-Unis. Lors de The New Beginning in Osaka (2012), il bat Hiroshi Tanahashi et remporte le IWGP Heavyweight Championship pour la première fois de sa carrière. Il le conservera d'abord le 4 mars, en battant Tetsuya Naito dans le match principal de l'événement du 40e anniversaire de la NJPW. Ensuite lors de Wrestling Dontaku 2012, il bat le vainqueur de la New Japan Cup (2012) et IWGP Intercontinental Champions Hirooki Goto pour sa deuxième défense de titre. Lors de Dominion 6.16, il perd son titre contre Hiroshi Tanahashi lors de sa troisième défense de titre, terminant son règne à 125 jours.
Du 1er au 12 août, Kazuchika Okada participe au G1 Climax 2012 durant lesquelles il termine la phase de groupes avec 10 points (5 victoires et 3 défaites), avançant en finale. Pendant le tournoi, il lutte dans le même bloc que le leader de Chaos (Shinsuke Nakamura) et le 5 août il est battu par Shinsuke Nakamura, qui a consolidé sa position en tant que leader du groupe. Lors de la finale du tournoi le 12 août, il bat Karl Anderson pour remporter le G1 Climax (2012). Grâce à sa victoire, il devient le plus jeune vainqueur du G1 Climax de l’histoire à 24 ans, battant le record précédent détenu Masahiro Chono, alors âgé de 27 ans. Il devient aussi le premier vainqueur depuis Hirooki Goto à remporter le tournoi pour sa première tentative. Il annonce ensuite vouloir son match pour le IWGP Heavyweight Championship le 4 janvier à NJPW Wrestle Kingdom 7 à Tokyo Dome. Kazuchika Okada signe le contrat pour le match à Tokyo Dome le 6 septembre, ce qui en fait le candidat officiel au IWGP Heavyweight Championship au plus grand événement de l'année de la NJPW,. Cependant, avant le 4 janvier, il devra défendre son contrat comme s'il s'agissait d'un championnat. Lors de Destruction (2012), lui et Chaos (Shinsuke Nakamura et Yujiro Takahashi) perdent contre Tetsuya Naito, Karl Anderson et Hirooki Goto.
Le 8 octobre à King of Pro-Wrestling (2012), il fait la première défense de son "IWGP Heavyweight Championship Contrat" avec succès contre Karl Anderson,. Le 12 novembre à Power Struggle 2012, Kazuchika Okada fait une autre défense de son "IWGP Heavyweight Championship Contrat" en battant Hirooki Goto,. En battant Hirooki Goto, le match pour le IWGP Heavyweight Championship à Tokyo Dome entre Hiroshi Tanahashi et Kazuchika Okada a été officialisé,. Du 20 novembre au 2 décembre, il participe au World Tag League (2012), avec Yoshi-Hashi sous le nom d'équipe "Chaos Ride the Lightning", mais ils terminent le tournoi avec seulement six points (3 victoires et 3 défaites), ne se qualifiant pas pour les demi-finales. Le 10 décembre, "Tokyo Sports" a nommé Kazuchika Okada Superstar de l'année 2012 dans tous les  Puroresu,. Son match avec Hiroshi Tanahashi du 16 juin, lors de Dominion 6.16 à également été nommé match de l'année,. Lors de Wrestle Kingdom 7, il perd contre Hiroshi Tanahashi et ne remporte pas le IWGP Heavyweight Championship,. Le 15 janvier, il rejette publiquement les rumeurs selon lesquelles il allait signer avec la WWE et a annoncé qu'il venait de signer une prolongation de contrat avec la NJPW.

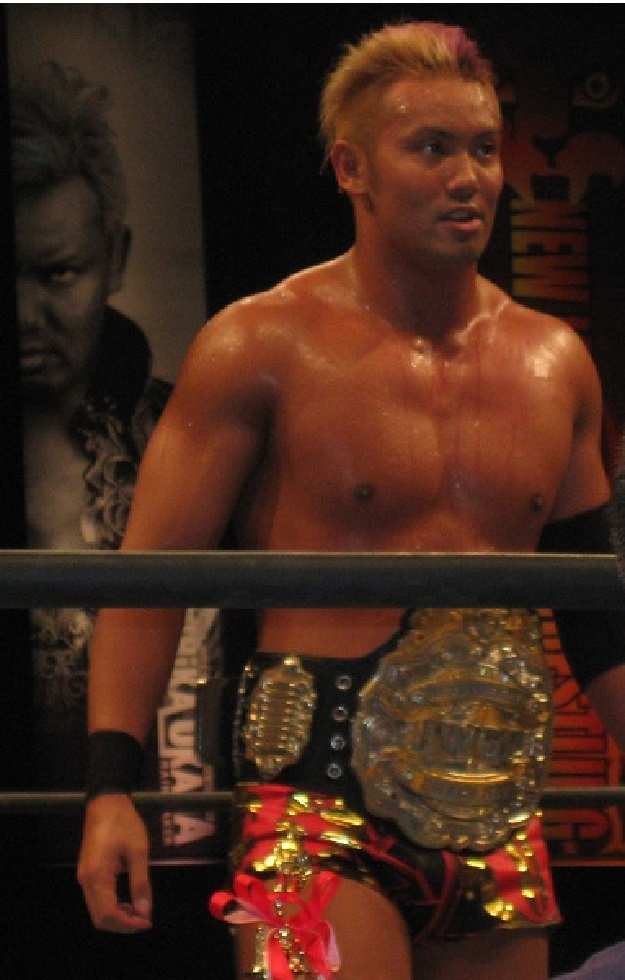
Kazuchika Okada en tant que IWGP Heavyweight Champion en février 2012.

Courant février, Kazuchika Okada et Chaos sont rentrés en rivalité avec l'autre clan de la NJPW Suzuki-gun. Cette rivalité amène à des matches entre les deux clans à The New Beginning in Hiroshima (2013), où Kazuchika Okada, positionné comme le favori des fans, a été battu par le leader de Suzuki-gun Minoru Suzuki, à la suite d'une interférence de Taichi. Le 3 mars à l'occasion du "41e anniversaire de la New Japan", lui, Gedo, Jado et Tomohiro Ishii perdent contre Suzuki-gun (Davey Boy Smith Jr., Kengo Mashimo, Minoru Suzuki et Taka Michinoku). Du 11 mars au 23 mars, il participe à la New Japan Cup (2013), où il bat successivement Lance Archer au 1er tour, Karl Anderson au 2e tour et 	Toru Yano en demi-finale pour atteindre la finale du tournoi. En finale, il bat Hirooki Goto pour remporter la New Japan Cup 2013. Lors de Invasion Attack (2013), il bat Hiroshi Tanahashi pour remporter son deuxième IWGP Heavyweight Championship,.
Lors de Wrestling Dontaku 2013, il réussit sa première défense de titre contre Minoru Suzuki. Lors de Dominion 6.22, il conserve son titre contre Togi Makabe. Du 1er août au 11 août, il participe au G1 Climax, durant lesquelles il termine la phase de groupes avec seulement 9 points (4 victoires, 4 défaites et 1 match nul contre Hiroshi Tanahashi), ne parvenant donc pas à se qualifier pour la finale. Lors de Kizuna Road 2013, il conserve son titre contre Prince Devitt. Le 18 août, il fait une rare apparition en dehors de la NJPW, lorsqu'il prend part à l'événement annuel Ryōgoku Peter Pan de la DDT Pro-Wrestling, en battant Kota Ibushi dans un match spécial sans titre. Lors de Destruction 2013, il venge sa défaite du G1 Climax en battant Satoshi Kojima pour sa quatrième défense de titre réussie. Lors de King of Pro-Wrestling 2013, il réalise avec succès sa cinquième défense du titre Poids Lourds contre Hiroshi Tanahashi, qui avait annoncé qu'il s'agissait de son ultime chance pour le titre,,. À la suite de sa victoire, la NJPW a prétendu que Kazuchika Okada avait pris la place de Hiroshi Tanahashi en tant que "Ace" de la fédération.
Lors de Power Struggle 2013, il bat Karl Anderson dans un match revanche de la finale du G1 Climax 2012 pour sa sixième défense de titre. Ensuite, il affronte son prochain challenger, Tetsuya Naito (vainqueur du G1 Climax 2013) le 23 novembre lors de la première journée du World Tag League (2013), où lui et Yoshi-Hashi ont vaincu Tetsuya Naito et La Sombra. Kazuchika Okada et Yoshi-Hashi n'ont toutefois gagné que deux de leurs six matches, se classant donc avant-dernier de leur bloc avec 4 points, faute de pouvoir se qualifier pour les demi-finales. À la suite d'une réaction décevante des fans face à une confrontation entre Kazuchika Okada et Tetsuya Naito, la NJPW a annoncé que les fans voteraient pour savoir si le match pour le IWGP Heavyweight Championship où le match pour le IWGP Intercontinental Championship opposant Shinsuke Nakamura à Hiroshi Tanahashi sera le main event de Wrestle Kingdom. Le 9 novembre, les résultats ont été publiés est les fans ont élu le match de Shinsuke Nakamura contre Hiroshi Tanahashi comme main event du show tandis que le match de Tetsuya Naitō et Kazuchika Okada a été relégué au second rang. Ce même jour, Kazuchika Okada est devenu le premier lutteur en 25 ans à remporter pour la deuxième année consécutive le prix de catcheur de l'année de Tokyo Sports ,. Lors de Wrestle Kingdom 8, il bat Tetsuya Naito pour sa septième défense de titre.
Lors de The New Beginning in Hiroshima (2014), lui et Yoshi-Hashi se sont inclinés contre Katsuyori Shibata et Hirooki Goto. Sa huitième défense de titre a eu lieu lors de The New Beginning in Osaka (2014), où il a défait Hirooki Goto,. Lors de Invasion Attack 2014, lui et Yoshi-Hashi ont vaincu Bullet Club (Bad Luck Fale et Tama Tonga). Après le match, il s'est trouvé un nouveau challenger qui est le dernier membre du Bullet Club, le débutant AJ Styles, qui a prétendu que Kazuchika Okada était toujours le même "jeune garçon" qu'il avait connu à la TNA. Lors de Wrestling Dontaku 2014, il perd son titre face à AJ Styles après treize mois de règne, dans sa neuvième défense de titre après que Yujiro Takahashi l'ait attaqué pour trahir Chaos et rejoindre le Bullet Club.
Lors de War of the Worlds (2014), il perd contre AJ Styles dans un Three Way Match qui comprenaient également Michael Elgin  et ne récupère pas le IWGP Heavyweight Championship. Lors de Back to the Yokohama Arena, il perd contre AJ Styles et ne remporte pas le IWGP Heavyweight Championship. Lors de Dominion 6.21, lui et Tomohiro Ishii ont perdu contre AJ Styles et Yujiro Takahashi. Du 21 juillet au 10 août, il participe au G1 Climax, où il a remporté son bloc avec 16 points (huit victoires et deux défaites) dont une victoire sur AJ Styles, se qualifiant pour la finale du tournoi. Le 10 août, il affronte et bat son leader de Chaos Shinsuke Nakamura en finale pour remporter le G1 Climax (2014). Lors de Destruction in Kobe 2014, lui et Yoshi-Hashi perdent contre Bullet Club (Doc Gallows et Karl Anderson) et ne remportent pas les IWGP Tag Team Championship. Lors de Destruction in Okayama 2014, il défend avec succès son "IWGP Heavyweight Championship Contract" contre Karl Anderson. Lors de King of Pro-Wrestling 2014, il réussit une nouvelle fois à défendre son "IWGP Heavyweight Championship Contract" contre Tetsuya Naitō. Lors de RevPro Okada Vs. Aries, il bat Austin Aries.
Lors de Power Struggle, il fait équipe avec Yoshi-Hashi mais ils perdent contre Hiroshi Tanahashi et Kota Ibushi. Il participe ensuite au World Tag League (2014) avec Yoshi-Hashi, mais ils terminent leur groupe avec 8 points (quatre victoires et trois défaites), ne parvenant pas à se qualifier pour la finale. Lors de Wrestle Kingdom 9 in Tokyo Dome, il obtient sa chance pour remporter le Championnat Poids-Lourds IWGP mais il est battu par Hiroshi Tanahashi. Il commence alors une stoyline, où sa perte contre Hiroshi Tanahashi l’avait brisé physiquement et mentalement, le faisant entrer dans un marasme. Cela a conduit à une rivalité entre lui et Bad Luck Fale, qui l'a éliminé au 1er tour de la New Japan Cup 2015. Kazuchika Okada a finalement battu Bad Luck Fale lors d'Invasion Attack (2015), après quoi il annonce son intention de reconquérir le IWGP Heavyweight Championship en attaquant AJ Styles à la fin du show.

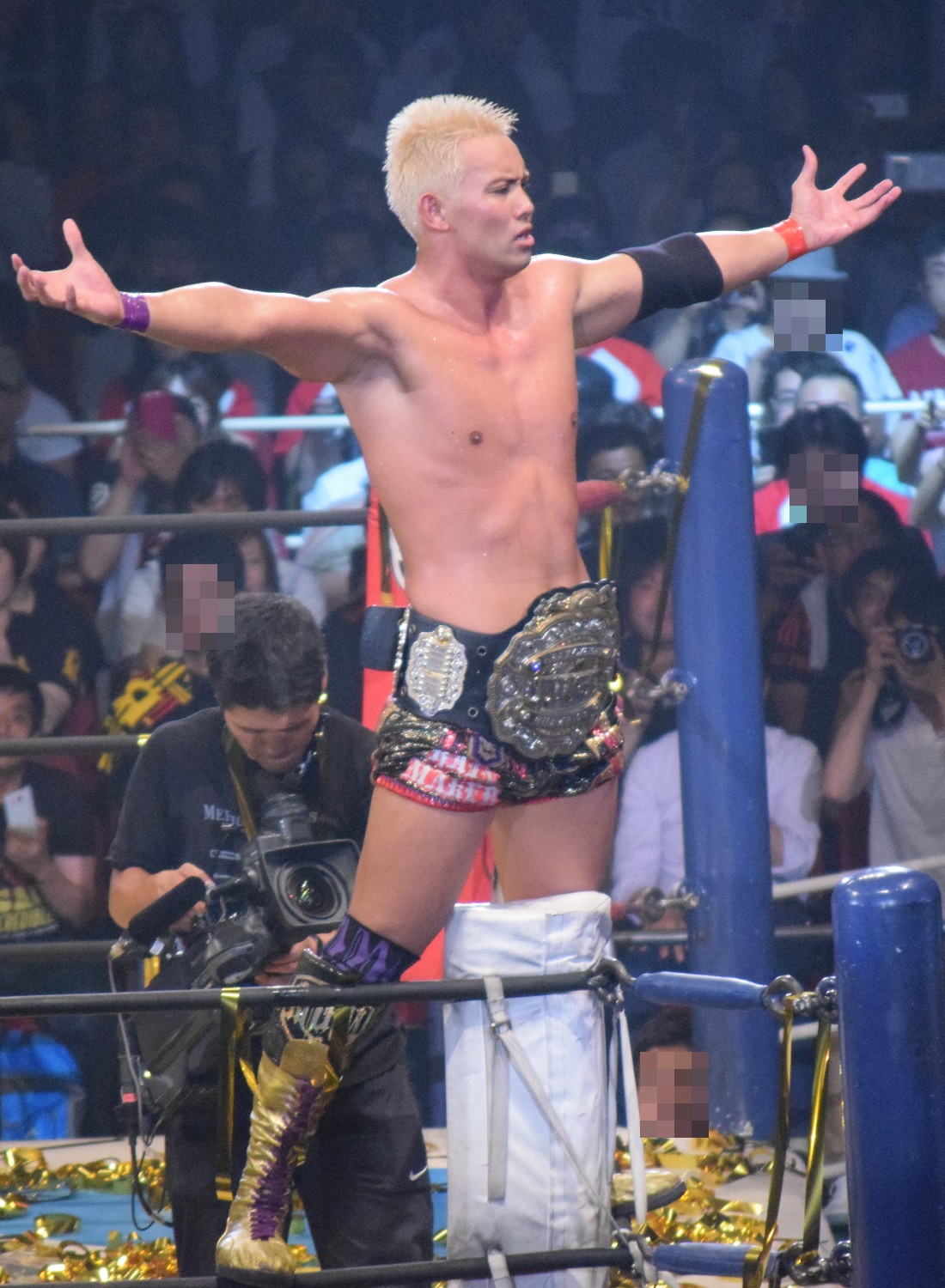
Kazuchika Okada célèbre après s'être emparé du IWGP Heavyweight Championship pour la troisième fois en juillet 2015.

Lors de Dominion 7.5, il bat AJ Styles et remporte le IWGP Heavyweight Championship pour la troisième fois. Du 23 juillet au 15 août, il intègre le G1 Climax, où il termine deuxième de son bloc avec 14 points (sept victoires et deux défaites), mais il ne réussit pas à se qualifier pour la finale du tournoi, à la suite de sa défaite contre le gagnant du bloc (Shinsuke Nakamura) le dernier jour. Le 16 août, Kazuchika Okada s'est retrouvé face à Genichiro Tenryu, qui l'a choisi pour être son adversaire dans son match de retraite. Lors de King of Pro Wrestling 2015, il conserve son titre contre AJ Styles, faisant sa première défense de titre. Le 15 novembre, Kazuchika Okada a battu Genichiro Tenryu dans son match de retraite,. Le 7 décembre, Kazuchika Okada a remporté pour la troisième année le prix de catcheur de l'année de Tokyo Sports, tandis que son match contre Genichiro Tenryu a été nommé «Match de l'année»,. Avec cette victoire, Kazuchika Okada est devenu le cinquième gagnant triple vainqueur du prix de catcheur de l'année.
En décembre 2015, il signe une prolongation de contrat d'un an avec la NJPW. Cependant, le mois suivant après le départ de AJ Styles et de Shinsuke Nakamura, le propriétaire de la NJPW Takaaki Kidani a annoncé que la promotion mettait fin au système de contrat d'un an et cherchait à offrir à Kazuchika Okada, leur priorité un nouveau contrat de 200 ¥ millions sur cinq ans. Lors de Wrestle Kingdom 10, il bat Hiroshi Tanahashi (Vainqueur du G1 Climax) pour conserver le IWGP Heavyweight Championship et devenir le nouvel As de la promotion. Ce match était à l'époque le match le plus long de l'histoire de NJPW Wrestle Kingdom in Tokyo Dome.

#### Champion Poids-lourds IWGP (2016-2018)

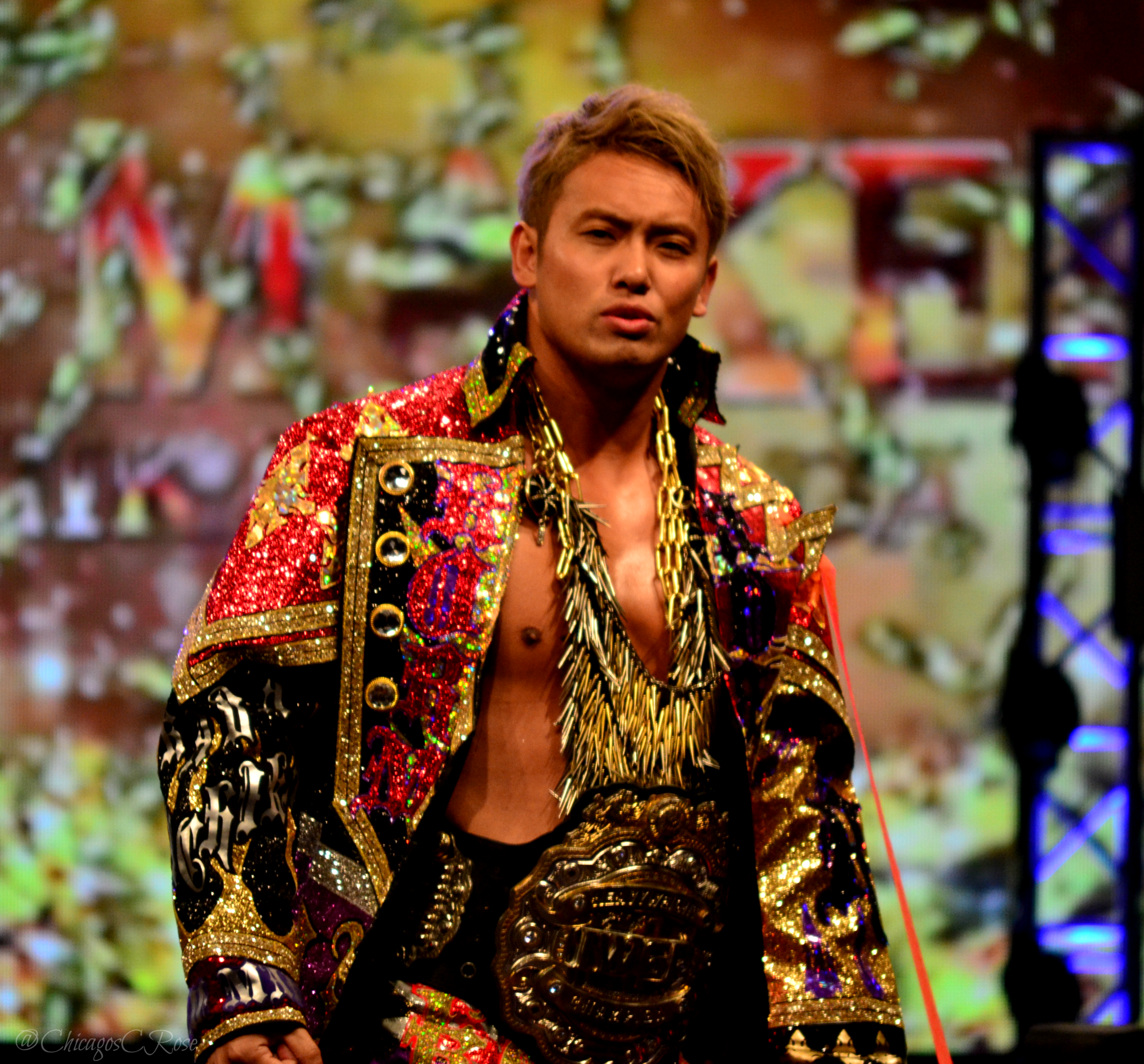
Kazuchika Okada en tant qu'IWGP Heavyweight Champion en février 2016.

Lors de The New Beginning in Osaka 2016, il conserve son titre contre Hirooki Goto. Lors de The New Beginning in Niigata 2016, il fait équipe avec Tomohiro Ishii et Yoshi-Hashi pour vaincre Hirooki Goto, Juice Robinson et Katsuyori Shibata. Lors de Invasion Attack 2016, il perd le IWGP Heavyweight Championship contre Tetsuya Naitō (Vainqueur de la New Japan Cup 2016), après l'intervention extérieure des membres des Los Ingobernables de Japon (Evil, Bushi et les débuts de Sanada) en faveur de Naitō. Lors de Wrestling Dontaku 2016, il prend sa revanche sur Sanada en le battant. En fin de show, il se retrouve face à Tetsuya Naito pour lui indiquait qu'il souhaitait une revanche pour le IWGP Heavyweight Championship, que Naito accepta. Lors de Global Wars 2016, lui et Moose battent Hiroshi Tanahashi et Michael Elgin. Lors de Dominion 6.19, il bat Tetsuya Naitō et remporte le IWGP Heavyweight Championship pour la quatrième fois,.
Lors de Death Before Dishonor XIV, il bat Dalton Castle. Le 8 octobre, lui et Yoshi-Hashi perdent contre Naomichi Marufuji et Toru Yano et ne remportent pas les GHC Tag Team Championship de la Pro Wrestling Noah. Lors de King of Pro-Wrestling, il conserve son IWGP Heavyweight Championship contre Naomichi Marufuji. Lors de Wrestle Kingdom 11, il conserve son titre contre Kenny Omega. Unanimement acclamée par la critique, le journaliste Dave Meltzer du Wrestling Observer Newsletter ira même jusqu'à leur attribuer la note exceptionnelle de 6 étoiles, chose qui ne s'était jamais produite auparavant, ajoutant qu'il s'agit sans doute là du « meilleur match dans l'histoire du catch professionnel ». Lors de The New Beginning in Sapporo, il conserve son titre contre Minoru Suzuki. Lors de Sakura Genesis 2017, il conserve son titre contre Katsuyori Shibata. Lors de Wrestling Dontaku 2017, il conserve son titre contre Bad Luck Fale et après le match, il nomme Kenny Omega comme son prochain challenger pour le titre,. Lors de Dominion 2017, il conserve son titre contre Kenny Omega sur un match nul de 60 minutes, le premier match nul de 60 minutes depuis 12 ans à la New Japan Pro Wrestling,. Lors de la première nuit de la tournée G1 Special in USA, il conserve son titre contre le ROH World Champion Cody. Lors de King of Pro Wrestling 2017, il conserve son titre contre Evil.
Le 22 octobre, il devient le Champion Poids Lourds IWGP au plus long règne de l'histoire du titre, battant le précédent record de 489 jours que détenait Shinya Hashimoto. Lors de Wrestle Kingdom 12, il conserve son titre contre Tetsuya Naitō et devient le plus grand IWGP Heavyweight Champions de l'histoire avec plus de 1360 jours en tant que champion avec ses quatre règnes de champion combinés battant l'ancien record de Hiroshi Tanahashi qui avait détenu le titre 1358 jours en sept règnes de champion combinés,. Lors de The New Beginning in Osaka, il conserve son titre contre Sanada lors de sa dixième défense de titre, se rapprochant du record de Hiroshi Tanahashi qui avait conservé le titre à onze reprises pendant son cinquième règne. Le 10 mars 2018, il devient le champion au plus long règne de l'histoire de la NJPW tous championnats confondus avec plus de 629 jours avec le IWGP Heavyweight Championship battant l'ancien record que détenait Jushin Thunder Liger, qui avait conservé le IWGP Junior Heavyweight Championship pendant 628 jours dans les années 1990[réf. nécessaire]. Lors de Sakura Genesis 2018, il conserve pour la onzième fois son titre en battant le vainqueur de la New Japan Cup (2018) Zack Sabre, Jr. et égale le record du nombre de défenses de titre en un seul règne qui appartient à Hiroshi Tanahashi par la même occasion. 
Lors de Wrestling Dontaku 2018 - Tag 1, il gagne avec Will Ospreay contre Hiroshi Tanahashi et KUSHIDA. Le lendemain lors de Wrestling Dontaku 2018 - Tag 2, il conserve son titre contre Hiroshi Tanahashi, battant le record de défenses de titre de ce dernier avec sa douzième défense. Il perd son IWGP Heavyweight Championship à Dominion 2018 (le 9 juin) lors d'un 2 out of three falls match contre Kenny Omega après 720 jours de règne.[réf. nécessaire]

#### Rivalité avec Jay White, Sanada et5etitre mondial IWGP (2018–2020)
Lors de NJPW/RevPro Strong Style Evolved UK, lui et Tomohiro Ishii perdent contre Minoru Suzuki et Zack Sabre, Jr. et ne remportent pas les RevPro British Tag Team Championship. Le 1er juillet, il perd contre Zack Sabre, Jr.. Dû 14 juillet au 12 août, il participe au G1 Climax, où il termine la ronde avec 13 points (six victoires, un nul et deux défaites), ne parvenant donc pas à se qualifier pour la finale. Le tournoi a vu un changement de personnalité chez Kazuchika Okada après sa défaite contre Kenny Omega, il se teint les cheveux en rouge, se promène avec des ballons multicolores, porte un t-shirt et adopte une attitude différente. Il commence le tournoi en perdant ses deux premiers matches contre Jay White et Bad Luck Fale,. Après, il continue à gagner le reste de ses matchs dans son bloc, jusqu'à ce qu'il fasse un match nul de 30 minutes contre Hiroshi Tanahashi, le dernier jour. Lors de la finale du G1 Climax, Kazuchika Okada s'est séparé de son manager de longue date, Gedo.
Lors de Destruction in Hiroshima (2018), lui, Yoshi-Hashi et Jay White perdent contre Togi Makabe, Hiroshi Tanahashi et Tomoaki Honma. Lors de Destruction in Beppu, lui et Chaos (Jay White, Yoshi-Hashi et Toru Yano) perdent contre Juice Robinson, Togi Makabe, Hiroshi Tanahashi et Tomoaki Honma. Insatisfait de son match nul du G1 Climax, Hiroshi Tanahashi choisi de défendre son "IWGP Heavyweight Championship Contract" contre Kazuchika Okada. Le 23 septembre lors de Destruction in Kobe, il est vaincu par Hiroshi Tanahashi et ne remporte pas son "IWGP Heavyweight Championship Contract". Après le match, il se fait attaquer par Jay White avant que Gedo, son ancien manager, ne soit apparemment sorti pour l'arrêter, le trahit aussi en le frappant dans le dos avec une chaise.
Lors de Deah Before Dishonor, lui et Chaos (Tomohiro Ishii, Rocky Romero, Beretta et Chuckie T) perdent par soumission contre le Bullet Club (Cody, The Young Bucks, Hangman Page et Marty Scurll). Lors de Wrestle Kingdom 13, il effectue son retour en "Rainmaker" et perd contre Jay White. Du 8 au 24 mars, il participe à la New Japan Cup (2019), où il bat successivement Michael Elgin au 1er tour, Michael Nicholls au 2e tour, Will Ospreay en quart de finale et Tomohiro Ishii en demi-finale pour se qualifier pour la finale de la compétition. En finale, il bat Sanada pour s'adjuger sa deuxième New Japan Cup.
Lors du G1 Supercard, il bat Jay White et remporte le IWGP Heavyweight Championship pour la cinquième fois. En remportant le titre au Madison Square Garden de New-York, il devient le premier lutteur à remporter le titre en dehors du Japon. Lors de Wrestling Dontaku 2019 - Tag 1, lui et Tomohiro Ishii perdent contre Evil et Sanada après l'arrêt du match par l'arbitre. Le lendemain lors de Wrestling Dontaku 2019 - Tag 2, il réussit sa première défense de titre en battant Sanada. Il réussit à défendre son titre une deuxième fois en battant Chris Jericho lors de Dominion 6,9 in Osaka-jo Hall (2019). Lors de Southern Showdown - Tag 1, Hiroshi Tanahashi et lui battent Jay White et Bad Luck Fale. Lors de Southern Showdown - Tag 2, lui, Hiroshi Tanahashi et Will Ospreay battent Jay White, Bad Luck Fale et Robbie Eagles.
Du 6 juillet au 12 août, il participe au G1 Climax (2019), où il termine la ronde avec 14 points (sept victoires et deux défaites), ne parvenant pas à se qualifier pour la finale à la suite de sa défaite contre Kōta Ibushi, le dernier jour. Lors de Royal Quest, il conserve son titre contre Minoru Suzuki. 
Wrestle Kingdom 14 se déroulant pour la première fois sur deux journées, Okada défend dans un premier temps son titre IWGP Heavyweight Championship contre Kōta Ibushi (qui avait obtenu cette opportunité en remportant le G1 Climax 2019) et il réussit à conserver le titre. Ensuite, lors Wrestle Kingdom 14 - Tag 2 (la deuxième journée de l'événement), Okada affronte Tetsuya Naitō au cours d'un match où le titre IWGP Intercontinental Championship de Tetsuya Naito était aussi en jeu. Okada perd ce combat spectaculaire et Naito devient ainsi le 1er double champion (IWGP Heavyweight & IWGP Intercontinental) de l'histoire de NJPW.

#### Rivalité avec Will Ospreay (2020–...)
Lors de The New Beginning In Sapporo 2020 - Tag 2, il réussit à battre Taichi dans le main-event du show.
Durant les mois de juin et juillet 2020, il participe à la New Japan Cup 2020 (reporté à cause de la Pandémie de Covid-19) où il parvient à enchaîner plusieurs victoires (face à Gedo, Yūji Nagata, Taiji Ishimori et Hiromu Takahashi) avant d'échouer dans la finale du tournoi contre EVIL.
Lors de Summer Struggle 2020 - Tag 8, lui, SHO et Toru Yano combattent ensemble contre trois de leurs alliés du clan CHAOS, Yoshi-Hashi, Hirooki Goto et Tomohiro Ishii pour couronner les nouveaux NEVER Openweight 6-Man Tag Team Champions (les titres sont vacants à ce moment). Mais c'est Yoshi-Hashi, Goto & Ishii qui gagnent et s'emparent des titres.
Durant les mois de septembre et octobre 2020, il participe à la 30e édition du tournoi G1 Climax. Le 16 octobre, il perd son match contre Will Ospreay car ce dernier effectue un Heel turn et profite de l'intervention de sa petite-amie Bea Priestley et Great-O-Khan pour vaincre le Rainmaker. Cette défaite l'empêche d'accéder à la finale du tournoi.
Lors de NJPW Power Struggle 2020, il bat Great-O-Khan. Après ce match, Will Ospreay, qui n'est désormais plus membre du clan CHAOS lui lance un défi pour un match à Wrestle Kingdom 15. Lors de Wrestle Kingdom 15 - Tag 1, il bat Ospreay après un match brutal de 34 minutes.
Lors de Wrestle Kingdom 16 - Tag 1, il bat Shingo Takagi et remporte le IWGP World Heavyweight Championship. Lors de Wrestle Kingdom 16 - Tag 2, il conserve son titre contre Will Ospreay.
Lors de Wrestling Dontaku 2023, lui, Tomohiro Ishii et Hiroshi Tanahashi battent Strong Style (Minoru Suzuki, El Desperado et Ren Narita) et remportent les NEVER Openweight 6-Man Tag Team Championship. Lors de Dominion 6.4 In Osaka-Jo Hall, ils conservent leur titres contre Blackpool Combat Club (Jon Moxley et Claudio Castagnoli) et Shota Umino.

### Ring Of Honor (2014-2019)
Le 10 mai 2014 à Global Wars, il fait ses débuts à la Ring of Honor, dispute son premier match aux côtés de Gedo mais ensemble, les deux hommes perdent face au Bullet Club (AJ Styles et Karl Anderson). La semaine suivante à War of the Worlds, il ne remporte pas le titre poids-lourds de la IWGP, battu par The Phenomenal dans un Triple Threat match qui inclut également Michael Elgin. 
Le 12 mai 2015 à War of the Worlds, Shinsuke Nakamura et lui battent les Briscoe Brothers (Jay et Mark). Le lendemain, Gedo et lui perdent face à The Addiction (Christopher Daniels et Frankie Kazarian). Deux soirs plus tard à Global Wars, il bat Cedric Alexander.
Le 26 février 2016 à ROH 14th Anniversary Show, il bat Moose.
Le 8 mai à Global Wars, son précédent adversaire et lui battent Hiroshi Tanahashi et Michael Elgin. Le lendemain à War of the Worlds, Gedo et lui ne remportent pas les titres mondiaux par équipes de la ROH, battus par War Machine (Hanson et Raymond Rowe).

### All Elite Wrestling (2024-...)
Le 6 mars 2024 à Dynamite, il fait ses débuts à la All Elite Wrestling en tant que Heel, où il porte son Rainmaker sur Eddie Kingston et rejoint officiellement l'Elite, car il s'associe avec les Young Bucks. Le soir même, il signe officiellement avec la compagnie. La semaine suivante à Dynamite: Big Business, il dispute son premier match avec ses deux nouveaux partenaires et ensemble, les trois catcheurs battent Eddie Kingston, PAC et Penta El Zero Miedo dans un Trios match. Le 20 mars à Dynamite, il devient le nouveau champion Continental en battant The Mad King et remporte le titre pour la première fois de sa carrière.
Le 21 avril à Dynasty, il conserve son titre en battant PAC. Le 26 mai à Double or Nothing, l'Elite, dont il fait partie, bat l'équipe AEW dans un Anarchy in the Arena match. Le 30 juin à Forbidden Door, les Young Bucks et lui battent Scissor Ace (The Acclaimed et Hiroshi Tanahashi) dans un Trios match. 
Le 25 août à All In, il ne remporte pas le Casino Gauntlet match, gagné par Christian Cage, et n'obtient pas un contrat qui lui permet d'avoir un match de championnat à tout moment. Treize soirs plus tard à All Out, il conserve son titre en battant Orange Cassidy, Mark Briscoe et Kōnosuke Takeshita dans un 4-Way match. 
Le 28 décembre à Worlds End, il remporte le tournoi AEW Continental Classic et conserve son titre en battant Ricochet en demi-finale et Will Ospreay en finale.
Le 9 mars 2025 à Revolution, il conserve son titre en battant Brody King. 
Le 25 mai à Double or Nothing, il conserve son titre en battant Mike Bailey. Le 11 juin à Dynamite: Summer Blockbuster, Tony Schiavone présente le titre unifié, Kenny Omega et lui signent le contrat de leur match pour les deux ceintures à All In, puis attaque violemment le catcheur canado-japonais et rejoint officiellement la Don Callis Family. 
Le 12 juillet à All In, il conserve son titre, devient le nouveau champion International en battant Kenny Omega dans un Winner Takes All match et le premier champion Unifié de l'histoire.

## Palmarès
- All Elite Wrestling

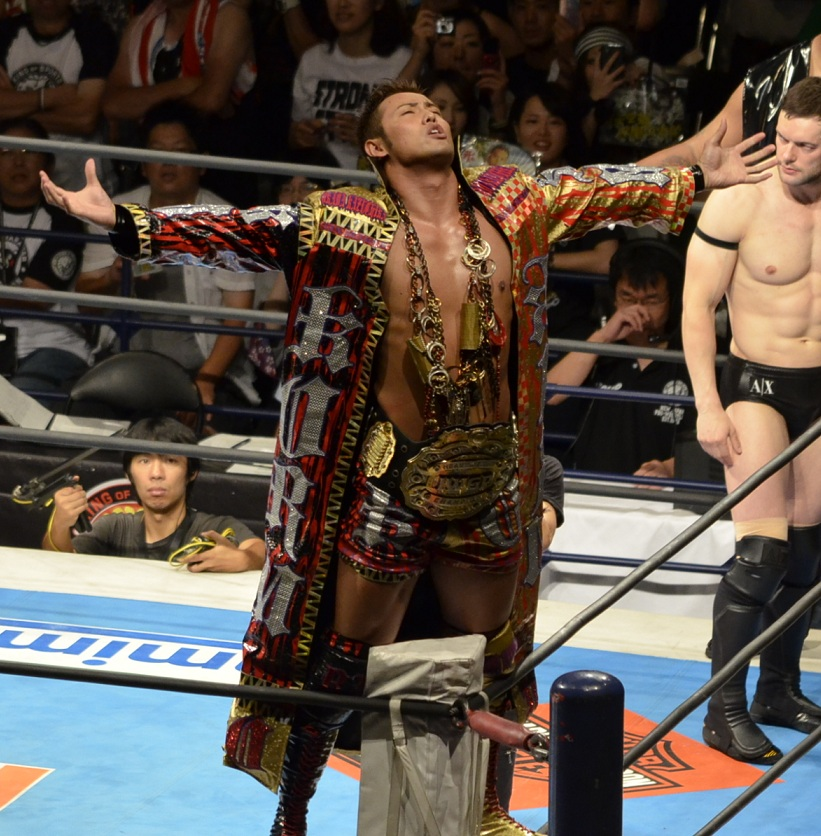
Kazuchika Okada en tant que IWGP Heavyweight Champion en Juillet 2013.

Un billet Rainmaker de 10.000 $.

  - 1 fois AEW Continental Championship (actuel)
- New Japan Pro Wrestling
  - 5 fois IWGP Heavyweight Championship[193] (plus long règne)
  - 2 fois IWGP World Heavyweight Championship
  - 1 fois NEVER Openweight 6-Man Tag Team Championship avec Tomohiro Ishii et Hiroshi Tanahashi
  - Vainqueur du G1 Climax en (2012, 2014, 2022)
  - Vainqueur de la New Japan Cup en (2013 et 2019)

- Toryumon Mexico
  - Vainqueur de la Young Dragons Cup en 2005

## Récompenses des magazines
- Pro Wrestling Illustrated

| Année | 2010 | 2011 | 2012 | 2013 | 2014 | 2015 | 2016 | 2017 | 2018 | 2019 | 2020 | 2021 | 2022 | 2023 | 2024 |
| ----- | ---- | ---- | ---- | ---- | ---- | ---- | ---- | ---- | ---- | ---- | ---- | ---- | ---- | ---- | ---- |
| Rang  | 230  | 286  | 40   | 5    | 5    | 27   | 2    | 1    | 3    | 5    | 6    | 25   | 2    | 7    | 21   |

- Tokyo Sports Grand Prix
  - Best Bout Award (2012) vs. Hiroshi Tanahashi le 16 juin
  - Best Bout Award (2014) vs. Shinsuke Nakamura le 10 août
  - Best Bout Award (2015) vs. Genichiro Tenryu le 15 novembre
  - Best Bout Award (2016) vs. Naomichi Marufuji le 18 juillet
  - MVP Award (2012, 2013, 2015)
  - Match Of The Year (2017) vs. Kenny Omega le 4 janvier
- Wrestling Observer Newsletter

| #  | Résultat | Adversaire                                 | Évènement                                     | Date              | Durée | Lieu                               | Notes |
| -- | -------- | ------------------------------------------ | --------------------------------------------- | ----------------- | ----- | ---------------------------------- | --- |
| 1  | Victoire | Hiroshi Tanahashi                          | Invasion Attack 2013                          | 7 avril 2013      | 31:41 | Ryogoku Kokugikan, Tokyo           | Le titre de champion poids lourd IWGP de Tanahashi est en jeu |
| 2  | Victoire | Hiroshi Tanahashi                          | King Of Pro-Wrestling 2013                    | 14 octobre 2013   | 35:17 | Ryogoku Kokugikan, Tokyo           | Le titre de champion poids lourd IWGP d'Okada est en jeu. |
| 3  | Victoire | Hiroshi Tanahashi                          | Wrestle Kingdom 10 In Tokyo Dome              | 4 janvier 2016    | 36:01 | Tokyo Dome, Tokyo                  | Le titre de champion poids lourd IWGP d'Okada est en jeu. |
| 4  | Défaite  | Tomohiro Ishii                             | NJPW G1 Climax 26 - Tag 13                    | 6 août 2016       | 18:43 | EDION Arena Osaka, Osaka,          | |
| 5  | Victoire | Kenny Omega                                | Wrestle Kingdom 11 in Tokyo Dome              | 4 janvier 2017    | 46:45 | Tokyo Dome, Tokyo                  | Le titre de champion poids lourd IWGP d'Okada est en jeu. C'est aussi le premier match à obtenir la note de six étoiles.                                                     |
| 6  | Victoire | Katsuyori Shibata                          | Sakura Genesis 2017                           | 9 avril 2017      | 38:09 | Ryogoku Kokugikan, Tokyo           | Le titre de champion poids lourd IWGP d'Okada est en jeu. |
| 7  | Égalité  | Kenny Omega                                | NJPW Dominion 6.11                            | 11 juin 2017      | 60:00 | Castle Hall, Osaka                 | Le titre de champion poids lourd IWGP d'Okada est en jeu. Ce match obtien la note de six étoiles un quart.                                                                   |
| 8  | Défaite  | Kenny Omega                                | NJPW G1 Climax 2017 - Day 18                  | 12 août 2017      | 24:40 | Ryogoku Kokugikan, Tokyo           | Il s'agit d'un match sans enjeu. Il obtient la note de six étoiles. |
| 9  | Victoire | Hiroshi Tanahashi                          | Wrestling Dontaku 2018 - Tag 2                | 4 mai 2018        | 34:36 | Fukuoka Convention Center, Fukuoka | Le titre de champion poids lourd IWGP d'Okada est en jeu. |
| 10 | Défaite  | Kenny Omega                                | Dominion 6.9 in Osaka-jo Hall                 | 9 juin 2018       | 64:50 | Osaka-jō Hall, Osaka               | Le titre de champion poids lourd IWGP d'Okada est en jeu dans un No time limit two out of three falls match. C'est aussi le premier match à obtenir la note de sept étoiles. |
| 11 | Égalité  | Hiroshi Tanahashi                          | NJPW G1 Climax 2018 - Day 17                  | 10 août 2018      | 30:00 | Nippon Budokan, Tokyo              | |
| 12 | Défaite  | Hiroshi Tanahashi                          | Destruction In Kobe 2018                      | 23 septembre 2018 | 35:43 | Kobe World Hall, Kobe, Hyogo       | |
| 13 | Défaite  | Golden☆Lovers (Kenny Omega et Kōta Ibushi) | NJPW Fighting Spirit Unleashed                | 30 septembre 2018 | 23:06 | Walter Pyramid, Long Beach         | Il s'agit d'un match par équipe sans enjeu. Okada faisait équipe avec Tomohiro Ishii.                                                                                        |
| 14 | Victoire | Sanada                                     | NJPW New Japan Cup 2019                       | 24 mars 2019      | 33:07 | Aore Nagaoka, Nagaoka              | En finale du tournoi New Japan Cup. |
| 15 | Victoire | Will Ospreay                               | NJPW G1 Climax 2019 - Tag 7                   | 20 juin 2019      | 21:56 | Korakuen Hall, Tokyo               | Ce match obtient la note de cinq étoiles trois quart. |
| 16 | Défaite  | Sanada                                     | NJPW G1 Climax 2019 - Tag 13                  | 3 août 2019       | 29:47 | EDION Arena Osaka, Osaka           | . |
| 17 | Défaite  | Kōta Ibushi                                | NJPW G1 Climax 2019 - Tag 17                  | 10 août 2019      | 25:07 | Budokan Hall, Tokyo                | . |
| 18 | Victoire | Kōta Ibushi                                | NJPW Wrestle Kingdom 14 In Tokyo Dome - Tag 1 | 4 janvier 2020    | 39:16 | Tokyo Dome, Tokyo                  | Le titre de champion poids lourds IWGP d'Okada est en jeu. Ce match obtient la note de cinq étoiles et demi.                                                                 |
| 19 | Défaite  | Tetsuya Naitō                              | NJPW Wrestle Kingdom 14 In Tokyo Dome - Tag 2 | 5 janvier 2020    | 35:37 | Tokyo Dome, Tokyo                  | Les titres de champion poids lourds IWGP d'Okada et de champion intercontinental IWGP de Naitō sont en jeu.                                                                  |
| 20 | Victoire | Shingo Takagi                              | NJPW G1 Climax 2020 - Tag 13                  | 10 octobre 2020   | 27:45 | EDION Arena Osaka, Osaka           | Le match a été noté 5.25. |
| 21 | Victoire | Will Ospreay                               | Wrestle Kingdom 15 In Tokyo Dome - Tag 1      | 4 janvier 2021    | 35:41 | Tokyo Dome, Tokyo                  | Le match a été noté 5.25. |
| 22 | Victoire | Will Ospreay                               | Wrestle Kingdom 16 In Tokyo Dome - Tag 2      | 5 janvier 2022    | 32:52 | Tokyo Dome, Tokyo                  | Le Championnat Du Monde Poids Lourds IWGP de Okada était en jeu. Le match a été noté 5.75.                                                                                   |